# Fomalhaut
Fomalhaut (Alfa Piscis Austrini, α PsA) – najjaśniejsza gwiazda w konstelacji Ryby Południowej i jednocześnie jedna z najjaśniejszych gwiazd półkuli południowej. Jest osiemnastą co do jasności gwiazdą na nocnym niebie. Od Słońca dzieli ją 25 lat świetlnych. Krąży wokół niej dysk pyłowy; zaobserwowano także obiekt, który mógł być planetą, jednak w toku dalszych obserwacji uznano go raczej za pozostałość po kolizji mniejszych ciał.

## Nazwa
Tradycyjna nazwa gwiazdy wywodzi się z języka arabskiego i jest znana co najmniej od 1340 roku. Wyrażenie ‏فم الحوت‎ fum al-ħūt, oznacza „paszczę wieloryba” lub „rybie usta”. Nazwa ta była zapisywana na ponad 30 różnych sposobów; w 2015 roku Międzynarodowa Unia Astronomiczna formalnie zatwierdziła formę „Fomalhaut”. Arabowie przed przyjęciem greckich konstelacji Ptolemeusza znali ją także pod nazwami ‏الضفدع الأول‎ Al Difdiʽ al Awwal, „Pierwsza Żaba” oraz ‏ضليم‎ Ṭhalīm, „Struś” – Fomalhaut i Achernar były parą strusi.
Gwiazda nosi oznaczenie Bayera Alfa Piscis Austrini. John Flamsteed nadał jej podwójne oznaczenie: 24 Piscis Austrini oraz 79 Aquarii, wzorem Ptolemeusza, który także zaliczył ją i do Ryby Południowej, i do Wodnika.
Dla Chińczyków Fomalhaut był „bramą do obozu cesarskich strażników” (chiń. 北落師門; pinyin Běiluò shīmén).

## Charakterystyka obserwacyjna

Położenie w gwiazdozbiorze

Fomalhaut ma jasność widomą 1,16m. Jest to gwiazda typu widmowego A3 Va. W Polsce widoczna doskonale na przełomie lata i jesieni, góruje o północy w okolicach 15 września. Na szerokości geograficznej Warszawy widoczna jest na wysokości około ośmiu stopni nad horyzontem.
Około 4500 lat temu gwiazda była pomocna w wyznaczaniu dnia przesilenia zimowego. Ze względu na to około 3000 r. p.n.e. Persowie nazywali ją Hastorang i uznawali za królewską gwiazdę, jednego ze „strażników nieba”.

## Charakterystyka fizyczna
Jest to biała gwiazda ciągu głównego. Jej jasność jest około 17 razy większa niż jasność Słońca, a temperatura efektywna to około 8590 K. Masa Fomalhauta to około 1,9 masy Słońca, a jego promień jest 1,8 razy większy niż promień Słońca.

### Dysk pyłowy

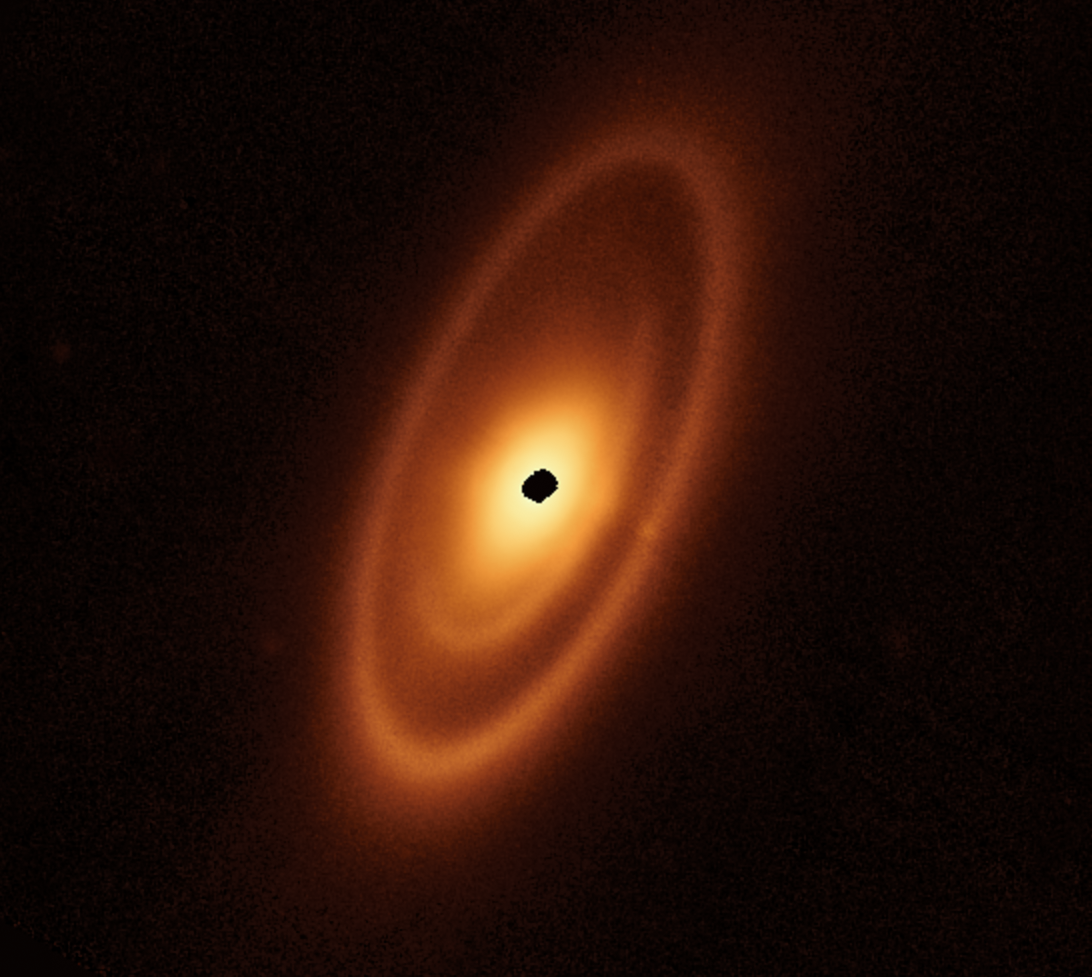
Dysk materii wokół Fomalhauta (JWST)

W roku 1983 teleskop podczerwieni IRAS wykazał, że gwiazda jest źródłem większej niż oczekiwano ilości promieniowania podczerwonego. Dalsze obserwacje ujawniły, że podczerwień jest emitowana przez zimny dysk otaczający Fomalhauta, zbudowany z cząstek lodowego pyłu. W odległości około 140 au wokół Fomalhaut wykryto pierścień orbitującej materii (porównywalny do Pasa Kuipera wokół Słońca, choć znacznie rozleglejszy). Środek pierścienia jest przesunięty aż o 15 au względem położenia gwiazdy, co świadczy, że musi kształtować go oddziaływanie innego obiektu niż sam Fomalhaut. Jego ostre krawędzie sugerują, że jest utrzymywany przez dwie planety, krążące po wewnętrznej i po zewnętrznej stronie dysku. Obserwacje sieci radioteleskopów ALMA ukazują, że szerokość tego pierścienia jest równa 16 au, a jego grubość to jedna siódma szerokości. Jest on więc węższy i cieńszy niż wcześniej sądzono. Dopiero obserwacje JWST z 2023 roku ukazały struktury leżące bliżej gwiazdy: wewnętrzny dysk i pośredni pierścień, rozdzielone przerwami, prawdopodobnie otwartymi przez nieodkryte planety.
Według obserwacji teleskopu Herschel drobne ziarna pierścienia pyłowego są podobne do materii uwalnianej przez komety w Układzie Słonecznym. Aby utrzymać ten dysk wokół jasnej gwiazdy, której ciśnienie promieniowania jest w stanie skutecznie usuwać pył z otoczenia, musi być on stale zasilany materią. Potrzebne tempo wymaga całkowitego zniszczenia i rozbicia na drobiny pyłu dwóch dużych komet o średnicy 10 km, lub 2000 komet o średnicy 1 km, na dobę. Aby ten proces mógł zachodzić, w dysku musi być od 260 miliardów do 83 bilionów komet.
Z powodu wyglądu dysku pyłowego na zdjęciach z Teleskopu Hubble’a, został on skojarzony z „Okiem Saurona”, gdyż przypomina on godło Saurona i jego postać, którą przybrał w Trzeciej Erze Śródziemia (Władca Pierścieni J.R.R. Tolkiena).

### Hipotetyczna planeta

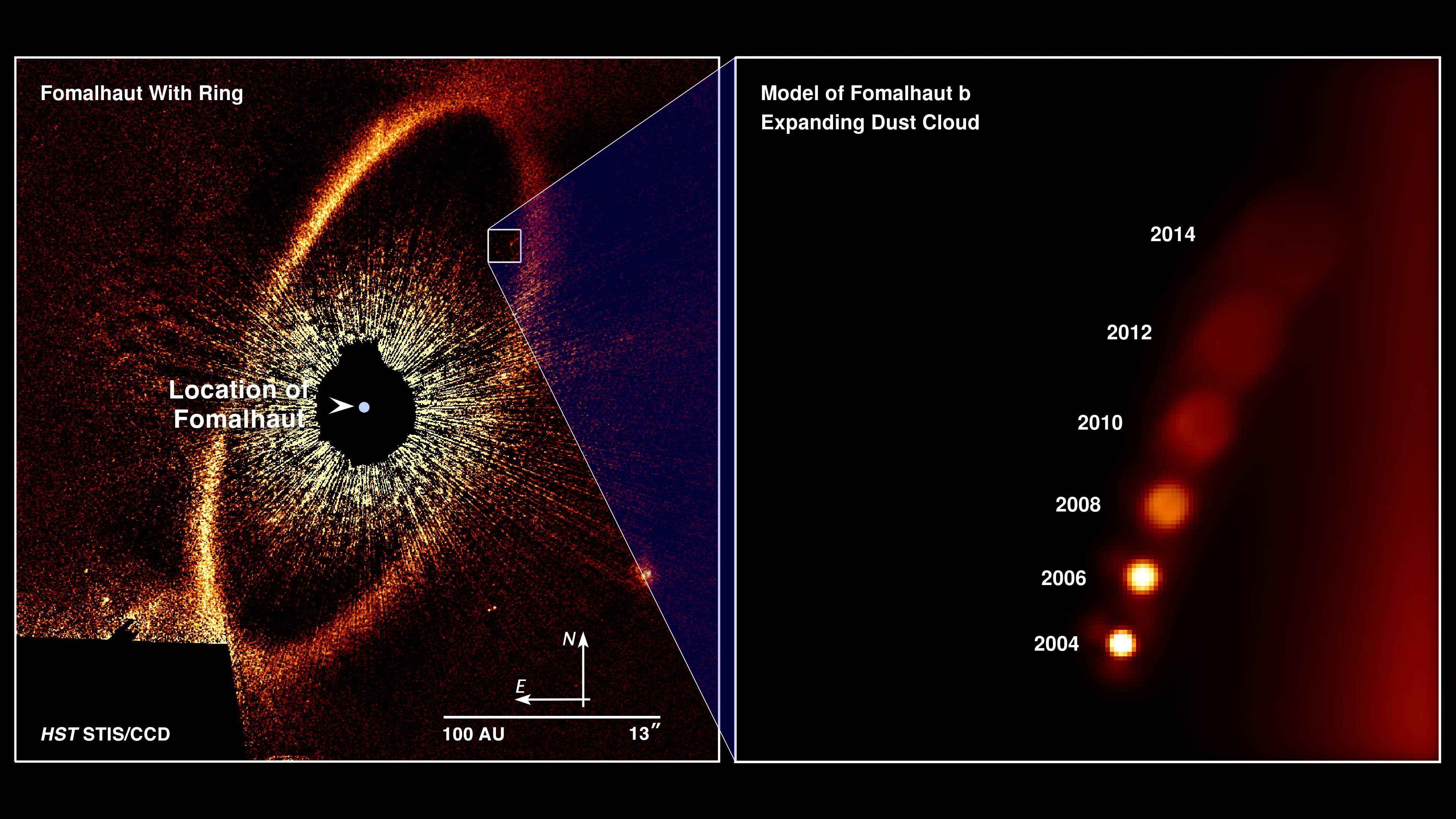
Zdjęcie dysku pyłowego i domniemana planeta Fomalhaut b; obserwacje zreinterpretowano jako rozszerzającą się chmurę pyłu

Odkrycie pierwszej planety krążącej wokół tej gwiazdy, nazwanej Fomalhaut b (Dagon), ogłoszono w 2008 roku na podstawie zdjęć z teleskopu Hubble’a. Miała być pierwszą planetą pozasłoneczną odkrytą bezpośrednio poprzez obserwacje teleskopowe w świetle widzialnym – 4 lata wcześniej inny obiekt (2M1207b) odkryto na zdjęciach w podczerwieni.
Początkowo oceniano, że planeta ma masę co najwyżej trzykrotnie wyższą niż masa Jowisza – z większą masą zniszczyłaby dysk pyłowy, a jej okres orbitalny oceniono na 872 lata. Przypuszczano, że jest to obiekt odpowiedzialny za utrzymywanie ostrej wewnętrznej krawędzi dysku i przesunięcie jego środka względem gwiazdy, jednak dalsze obserwacje sugerowały, że orbita planety jest zbyt ekscentryczna i przecina dysk pyłowy (przy założeniu, że leży w tej samej płaszczyźnie). Postawiono hipotezę, że znaczna różnica między jasnością planety w zakresie widzialnym i podczerwonym może wynikać z obecności pierścieni lub obłoku pyłowego wokół planety, tworzonego w wyniku zderzeń w hipotetycznym systemie satelitów planety, a jej masa jest mniejsza niż masa Jowisza.
W 2015 roku w wyniku konkursu zorganizowanego przez Międzynarodową Unię Astronomiczną tej planecie została nadana nazwa Dagon. Nawiązuje ona do tego, że ludy semickie zamieszkujące tereny dzisiejszej Syrii kojarzyły Rybę Południową z bogiem Dagonem.
Obserwacje tego obiektu budziły jednak szereg wątpliwości; miał on nieoczekiwaną charakterystykę widmową: był jasny w świetle widzialnym, ale niedostrzegalny w podczerwieni. Obserwacje zmian jego położenia także były zaskakujące, sugerowały, że zamiast okrążać gwiazdę po eliptycznej orbicie, znajduje się na trajektorii ucieczkowej. Wreszcie obserwacje z 2014 roku ukazały, że obiekt zniknął. Te fakty sprawiły, że naukowcy zwątpili w jego planetarną naturę. Obecnie uważa się, że tzw. Fomalhaut b był w rzeczywistości rozszerzającą się w przestrzeni chmurą pyłu, pozostałością po kolizji dużych obiektów podobnych do komet, o średnicach rzędu 200 km.

## Gwiazda wielokrotna
Jeszcze w roku 1938 Willem Luyten, na podstawie pomiarów odległości i ruchów własnych gwiazd, postawił hipotezę, że Fomalhaut tworzy układ podwójny z gwiazdą TW Piscis Austrini. Współczesne pomiary potwierdziły, że gwiazdy te znajdują się w odległości 0,28 pc od siebie (0,91 roku świetlnego), zaś prędkość ich ruchu jest taka sama z dokładnością do 0,5 km/s. Mają też bardzo zbliżony wiek, około 400 mln lat. Jest to jedna z najszerszych znanych gwiazd podwójnych, odległość kątowa składników obserwowanych z Ziemi wynosi niecałe 2°. Jest to gwiazda zmienna typu BY Draconis o jasności zmieniającej się w zakresie od 6,44 do 6,49m co około 10,3 dnia.
W roku 2013 znaleziono trzeci składnik układu Fomalhaut, gwiazdę typu czerwonego karła o oznaczeniu LP 876-10 o jasności zaledwie 12,6m. Podobnie jak w wypadku składnika B dowodem na przynależność gwiazdy do układu Fomalhaut jest fizyczna bliskość oraz zgodność prędkości ruchu i wieku. Gwiazda znajduje się w odległości 0,77 pc od Fomalhauta (odległość kątowa na sferze niebieskiej to 6°), jest to najszerszy znany układ wielokrotny gwiazd.

## Fomalhaut w fikcji
Jako jasna i dość bliska Słońca gwiazda, Fomalhaut pojawia się w utworach z dziedziny fantastyki naukowej. Należą do nich:
- Powrót z gwiazd – powieść Stanisława Lema[30],
- Świat Rocannona – powieść Ursuli K. Le Guin[31],
- W ustach wieloryba – powieść Paula J. McAuleya[32],
- Paszcza Wieloryba – mikropowieść Philipa K. Dicka[33],
- cykl powieściowy Frontlines Marko Kloosa[34].
- (jako Foum al-Hout) południowa gwiazda polarna planety Arrakis w uniwersum Diuny stworzonym przez Franka Herberta[35].